# Ней, Карл
Карл Ней (9 февраля 1809 или 1810, Торунь — 13 июня 1850) — германский польский учёный-педагог, издатель, научный писатель, художник.
Родился в семье с чешскими корнями. В 1828 году окончил гимназию в Торуни, в 1831 году — Берлинский университет, после чего стал учителем в католической гимназии св. Яна в городе Гнезно (согласно статье в энциклопедии Оргельбранда, до прихода в гимназию в Гнезно был профессором и затем ректором в школе в Познани). В 1835—1847 годах был ректором этой школы, параллельно в 1838 году в Гёттингене получил степень доктора наук, а в 1845—1847 годах редактировал журнал «Kościół i Szkoła», издававшийся в Гнезно и Лешно. Был партнёром издателя Эрнста Вильгельма Гюнтера. В 1847 году стал директором гимназии в Тшемешно. В 1848 году за участие в революционных событиях был арестован и лишился права преподавать. В 1849 году переехал в Познань, где стал библиотекарем в Корницкой библиотеке. Умер от тифа.
Его труды: «Kwiaty czyli wyklad Znaczeń blisko tysiąca roslin krajowych i zagranicznych na język polski łacińśki i niemiecki» (3 изд., 1851), «Żywot bl. Jolanty» (1843), «Zbiór nauk dla młodzieźy szkól katolickich» (2 изд., 1852), «Pamiąiki z więźenia» (Познань, 1848), «Dzieje kośćioła Boźego od początku aź do dni naszych dla młodzieźy» (1848). Прославился также своими рисунками церквей.